# Rados Gusztáv
Rados Gusztáv, születési és 1884-ig használt nevén Raussnitz Gusztáv (Pest, 1862. február 22. – Budapest, 1942. november 1.) magyar matematikus, műegyetemi tanár, a Magyar Tudományos Akadémia tagja (levelező: 1894, rendes: 1907, tiszteleti: 1937). Rados Ignác öccse.

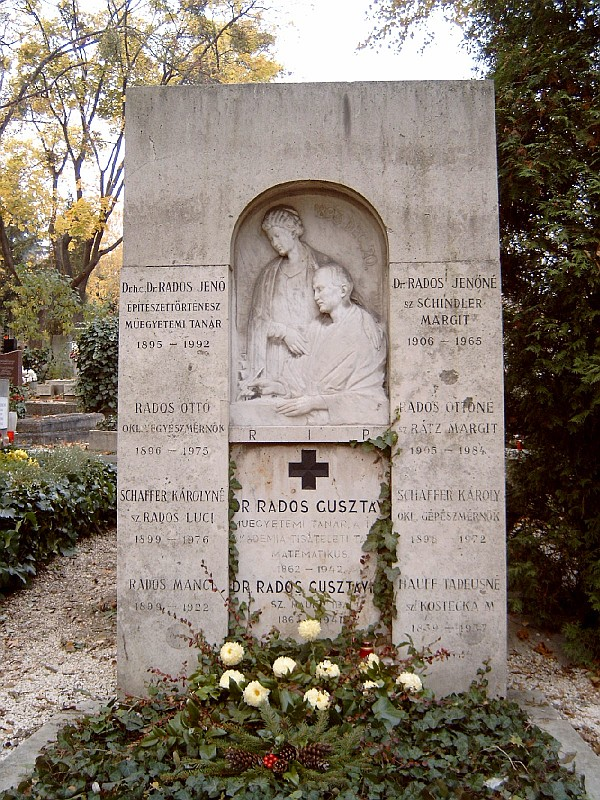
Sírja a Farkasréti temetőben (7/7-1-9/10) Szobrász: Bory Jenő

## Életútja
Raussnitz Károly (1828–1890) kereskedő és Sonnenscheln Rozália (1835–1908) fiaként született. Középiskolai tanulmányait a budapesti V. kerületi főreáliskolában, felsőbb tanulmányait a Budapesti Műegyetemen és Budapesti Tudományegyetemen, részben pedig a Lipcsei Egyetemen végezte. 1885-ben a József-műegyetemen a matematika repetitorává és magántanárrá, 1891-ben ugyanott rendkívüli tanárrá és 1893-ben rendes tanárrá nevezték ki. 1894. május 4-én a Magyar Tudományos Akadémia levelező tagjának választották. 1896-tól 1933-as nyugdíjba vonulásáig igazgatta a József-műegyetem könyvtárát. 1900-ban a mérnöki és építészeti szakosztály dékánja volt. A Matematikai és Fizikai Társulat egyik alapítója, 1893-tól titkára, 1913-tól másodelnöke, 1931-tól elnöke volt. Tagja volt az országos tanárvizsgáló bizottságnak is.
1936-ban egy determinánstétel általánosításával kapcsolatos művével (Matem. és Term. tud. Ért. 46. 1929.) elnyerte az MTA nagyjutalmát. Algebrai kutatásai kiterjedtek a magasabb fokú kongruenciák gyökeire és egyéb elméleti kérdéseire, a determinánsokra, mátrixokra, kvadratikus alakokra, a körosztásra, a négyzetes maradékokra, valamint algebrai és elliptikus függvényekre.
Szerkesztette a Mathematikai és Physikai Lapok I-III. köteteinek matematikai részét 1892-1894-ben Budapesten Kövesligethy Radóval együtt és a Mathematikai és Természettudományi Értesítő-t 1895-től.

## Fontosabb művei
- A felsőbbfokú kongruencziák elméletéhez (Mathem. és Term. tud. Ért. I., 1883)
- Egy, a geometriában jellépő számelméleti probléma (Mathem. és Term. tud. Ért. III., 1885)
- Az algebrai függvények elméletéhez (Mathem. és Term. tud. Ért. III., 1885)
- A determinánsok elméletéhez (Mathem. és Term. tud. Ért. IV., 1886)
- A szétbontható alakok elméletéhez (Mathem. és Term. tud. Ért. IV., 1886)
- Emlékbeszéd Kronecker Lipót külső tagról (MTA Emlékbeszédek, Budapest, 1898)

## Családja
Felesége Hauff Ida Zsófia (1863–1941) volt, Hauff Tádé és Kosteczka Mária (1839–1937) lánya.
- Rados Jenő Gyula (1895–1992) építészmérnök. Felesége Schindler Margit (1906–1965).
- Rados Ottó (1896–1975) vegyészmérnök. Első felesége Beke Regina Rózsa (1899–?), második Rátz Margit (1905–1984) könyvtáros.
- Rados Mária Lujza (1899–1976). Férje Schaffer Károly (1897–1972) gépészmérnök.
- Rados Manci (1899–1922)